# Baldwin V Flandryjski
Baldwin V z Lille (ur. 1012, zm. 1 września 1067) – hrabia Flandrii i regent Francji, syn hrabiego Baldwina IV i Ogivy, córki lub bratanicy Fryderyka Luksemburskiego.
W 1028 ożenił się z Adelajdą (1009 – 8 stycznia 1079), córką Roberta II Pobożnego, króla Francji, oraz Konstancji z Arles, córki Wilhelma I, hrabiego Prowansji. Baldwin i Adela mieli razem trzech synów i córkę:
- Baldwin VI (1030 – 17 lipca 1070), hrabia Flandrii i Hainaut
- Matylda (ok. 1031 – 2 listopada 1083), żona Wilhelma Zdobywcy, króla Anglii i księcia Normandii
- Robert I Fryzyjski (ok. 1033 – 13 października 1093), hrabia Flandrii
- Henryk (ur. ok. 1035).

Podburzany przez żonę Baldwin zdecydował się na bunt przeciwko ojcu, ale nie uzyskawszy pomocy z zewnątrz doszedł z nim do porozumienia i w 1030 zawarto pokój. Baldwin IV pozostał hrabią do swojej śmierci, która nastąpiła w 1037.
W 1046 Baldwin V poparł księcia Lotaryngii Gotfryda II Brodatego w wojnie z cesarzem Henrykiem III. Wojna trwała do 1056. Początkowo nie toczyła się ona po myśli Baldwina, który utracił Valenciennes na rzecz Hermanna z Hainaut. W 1049 Hermann jednak zmarł i Baldwin doprowadził do małżeństwa swojego najstarszego syna, również Baldwina, z wdową po Hermannie, Rychildą. Doprowadził również do wydziedziczenia synów Rychildy z pierwszego małżeństwa. Udało mu się więc zjednoczyć hrabstwa Flandrii i Hainaut. Po śmierci Henryka III i zakończeniu wojny w 1056 zostało to potwierdzone przez regentkę Agnieszkę z Poitou.
W 1060 zmarł szwagier Baldwina, król Francji Henryk I. Pozostawił on po sobie nieletniego syna Filipa. Regencję sprawowała jego matka, Anna Kijowska, ale baronowie dodali jej jako koregenta właśnie Baldwina. Sprawował on ten urząd aż do swojej śmierci w 1067. Tytuł hrabiego Flandrii odziedziczył jego najstarszy syn, Baldwin VI. Został pochowany w Lille.